# 上野勝男
上野 勝男（うえの かつお　1953年 - ）は、日本の経済学者。桃山学院大学経済学部経済学科准教授。専門分野は比較経済体制論。

## 略歴
1953年新潟県生まれ。東北大学大学院経済学研究科修了。
2002年度・2003年度には桃山学院大学教員組合執行委員長を務めた。
2018年6月26日に開催された桃山学院と桃山学院大学教員組合との団体交渉において、週刊誌の記事を紹介しながら学長選挙制度の改革に対して「伝統」「歴史」を守れとまるで保守派のような趣旨の主張を雄弁に展開するものの、使用者側だけではなく労働者側からも賛意を示されることは無く、行動は空振りに終わった。今後は、少しでも賛同者を得られるように、何を伝えたいのか等の主張の基本を事前に整理することが課題となっているように思われる。

## 翻訳
訳書に『経済改革とヒエラルキー構造』（E.T.ガイダール/著、晃洋書房、ISBN 4-7710-0726-8）がある。